# توم غيش
توم غيش (بالإنجليزية: Tom Gish)‏ هو ناشر أمريكي، ولد في 28 يناير 1926 في سيكو في الولايات المتحدة، وتوفي في 21 نوفمبر 2008 في ويتسبورغ في الولايات المتحدة.